# ويندي رينار
ويندي ريناد (بالفرنسية: Wendie Renard)‏ (20 يوليو 1990 في فرنسا - ) هي لاعبة كرة قدم فرنسية في مركز قلب الدفاع (كرة القدم)، شاركت في الألعاب الأولمبية الصيفية 2012 والألعاب الأولمبية الصيفية 2016. وشاركت مع منتخب فرنسا تحت 19 سنة لكرة القدم للسيدات. أما مع النوادي، فقد لعبت مع أولمبيك ليون لكرة القدم للسيدات.

## وصلات خارجية
- ويندي رينار على موقع الاتحاد الدولي (مؤرشف)  (الإنجليزية)
- ويندي رينار على موقع الاتحاد الأوربي (الإنجليزية)
- ويندي رينار على موقع قاعدة بيانات كرة القدم.إي يو (الإنجليزية)
- ويندي رينار على موقع ليكيب (الفرنسية)
- ويندي رينار على موقع Soccerway.com (الإنجليزية)
- ويندي رينار على موقع اللجنة الأولمبية الدولية (الإنجليزية)
- ويندي رينار على موقع أوليمبيديا (الإنجليزية)
- ويندي رينار على موقع اللجنة الأولمبية الفرنسية (مؤرشف) (الفرنسية)